# Thelechoris striatipes
Thelechoris striatipes is een spinnensoort in de taxonomische indeling van de Dipluridae.
Het dier behoort tot het geslacht Thelechoris. De wetenschappelijke naam van de soort werd voor het eerst geldig gepubliceerd in 1889 door Eugène Simon.